# Bank Handlowy w Warszawie
Bank Handlowy w Warszawie SA (BHW) – bank komercyjny z siedzibą w Warszawie, działający od 2007 pod marką Citi Handlowy (poprzednio: CitiBank Handlowy, Bank Handlowy w Warszawie, Handlobank). Jest 9. największym bankiem w Polsce pod względem wartości aktywów, a 18. pod względem liczby placówek.

## Historia
Został założony w 1870 przez grupę osób wywodzących się z burżuazji finansowej, ziemiaństwa i inteligencji. Inicjatorem był finansista Leopold Kronenberg (1812–1878). Jest jednym z najstarszych banków w Polsce i w Europie. Pierwszym prezesem banku był Józef Zamoyski. Już w 1872 bank posiadał filie i oddziały w Petersburgu, Moskwie, Berlinie, Gdańsku (Commerzbank in Warschau), Szczecinie i Łodzi oraz przedstawicielstwa we Włocławku, Płocku, Grójcu, Guzowie, Lublinie i Rawie Mazowieckiej. W następnych latach oddziały otwierano w kolejnych miastach, w tym Łodzi i Sosnowcu (1895), Częstochowie (1897), Lublinie (1898) i Kaliszu (1898). W pierwszych latach XX wieku był największym prywatnym bankiem na ziemiach polskich i jednym z niewielu prowadzących obsługę finansową handlu z Rosją i Europą Zachodnią. W okresie tym obroty banku wahały się na poziomie 2 mld rubli, co było sumą większą od ówczesnego budżetu Imperium Rosyjskiego. Bank wniósł znaczący wkład w budowę sieci kolejowej i ważnych zakładów przemysłowych na terenie Królestwa Polskiego.
Bank nie przerwał swojej działalności w okresie obu wojen światowych jedynie ograniczając działalność. W czasie II wojny światowej oddziały banku na terenach włączonych do Rzeszy zostały zlikwidowane, zaś te na terenie Generalnego Gubernatorstwa działały pod ścisłą kontrolą władz okupacyjnych.
Reaktywowany w 1945, początkowo obsługiwał prywatne przedsiębiorstwa przemysłowe i handlowe oraz niektóre spółdzielnie. Jako jeden z trzech banków uniknął po wojnie formalnej nacjonalizacji. Poddany został jednak kontroli rządowego komisarza, a państwo przejęło znaczącą liczbę akcji. W okresie istnienia Polskiej Rzeczypospolitej Ludowej był jednym z dwóch banków (obok Pekao S.A.), działających w formie spółki akcyjnej. Po 1945 został głównym polskim korespondentem banków zagranicznych, a w 1964 uzyskał oficjalnie monopol na obsługę transakcji polskiego handlu zagranicznego. Spowodowało to w konsekwencji zbudowanie największej spośród ówczesnych polskich instytucji finansowych sieci banków korespondentów, otwarcie oddziału w Londynie, przedstawicielstw zagranicznych w Nowym Jorku (do 2000), Moskwie (do 2000), Belgradzie, Rzymie, Kijowie (1998–2000) i Berlinie (do 1999) oraz spółki zależnej w Wiedniu (Centro Internationale Handelsbank AG), Luksemburgu (Bank Handlowy International SA) i Frankfurcie (MHB Mitteleuropäische Handelsbank AG, 1973–2002).
W 1970 bank przejął zadania zlikwidowanego Banku Inwestycyjnego w zakresie aktywów związanych z procesami finansowania inwestycji przedsiębiorstw handlu zagranicznego.

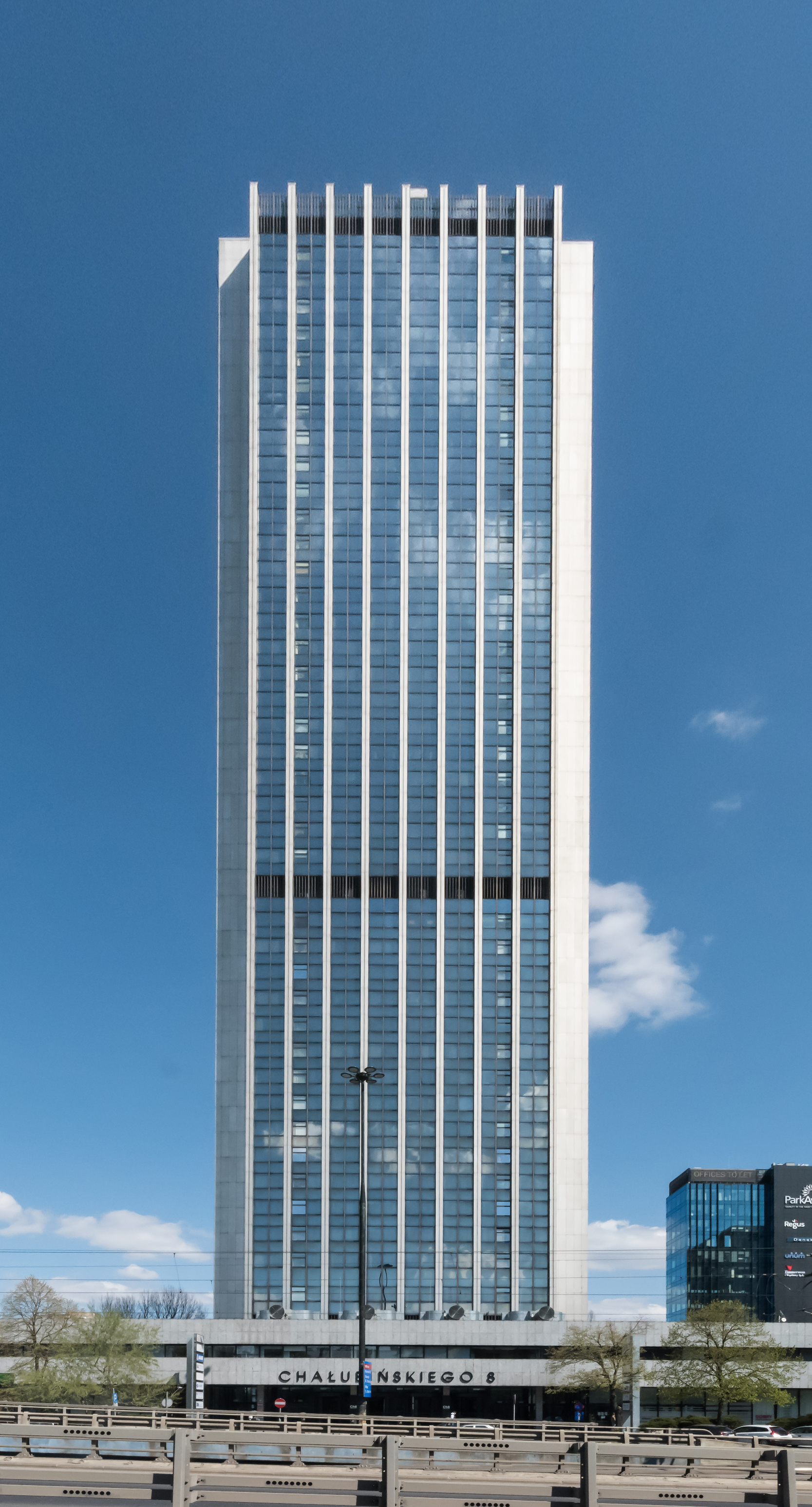
Intraco II (dziś Chałubińskiego 8), siedziba centrali banku w Warszawie w latach 1978–2001 (2020)

W 1978 centrala banku została przeniesiona do nowo wybudowanego wieżowca Intraco II, którego bank był jednym z inwestorów.
Po 1989 bank stracił uprzywilejowaną pozycję w handlu zagranicznym i zaczął przekształcać się stopniowo w bank handlowy.

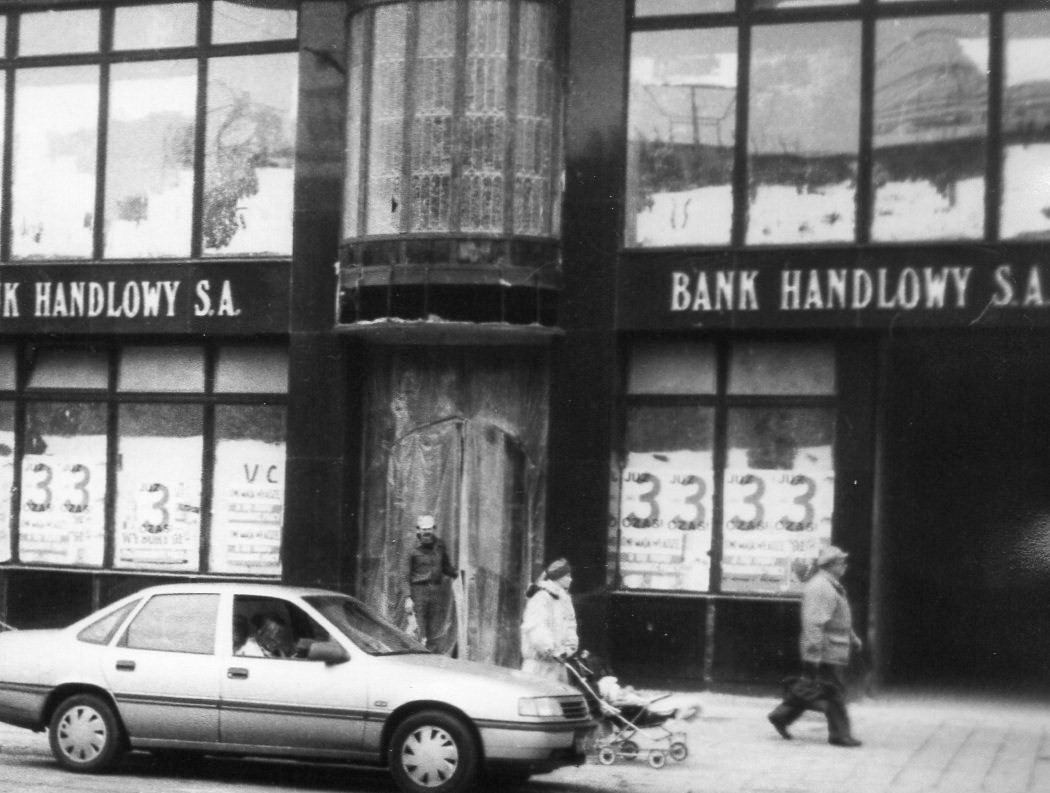
Placówka banku w Poznaniu (1991)

W okresie przemian ustrojowych bank odegrał istotną rolę w skandalu Funduszu Obsługi Zadłużenia Zagranicznego. Znaczna część operacji walutowych FOZZ prowadzona była właśnie za pośrednictwem Banku Handlowego. Podczas kontroli przeprowadzonej w banku przez NIK w latach 1991–1992 stwierdzono liczne nieprawidłowości ujawnione w protokole pokontrolnym Działalność dewizowa Banku Handlowego, którego autorem była inspektor Halina Ładomirska. W raporcie wykazano, że w okresie kontroli bank prowadził działalność dewizową na szkodę polskiej gospodarki i oszacowano straty w ciągu tych dwóch lat na 5–10 mld dolarów.

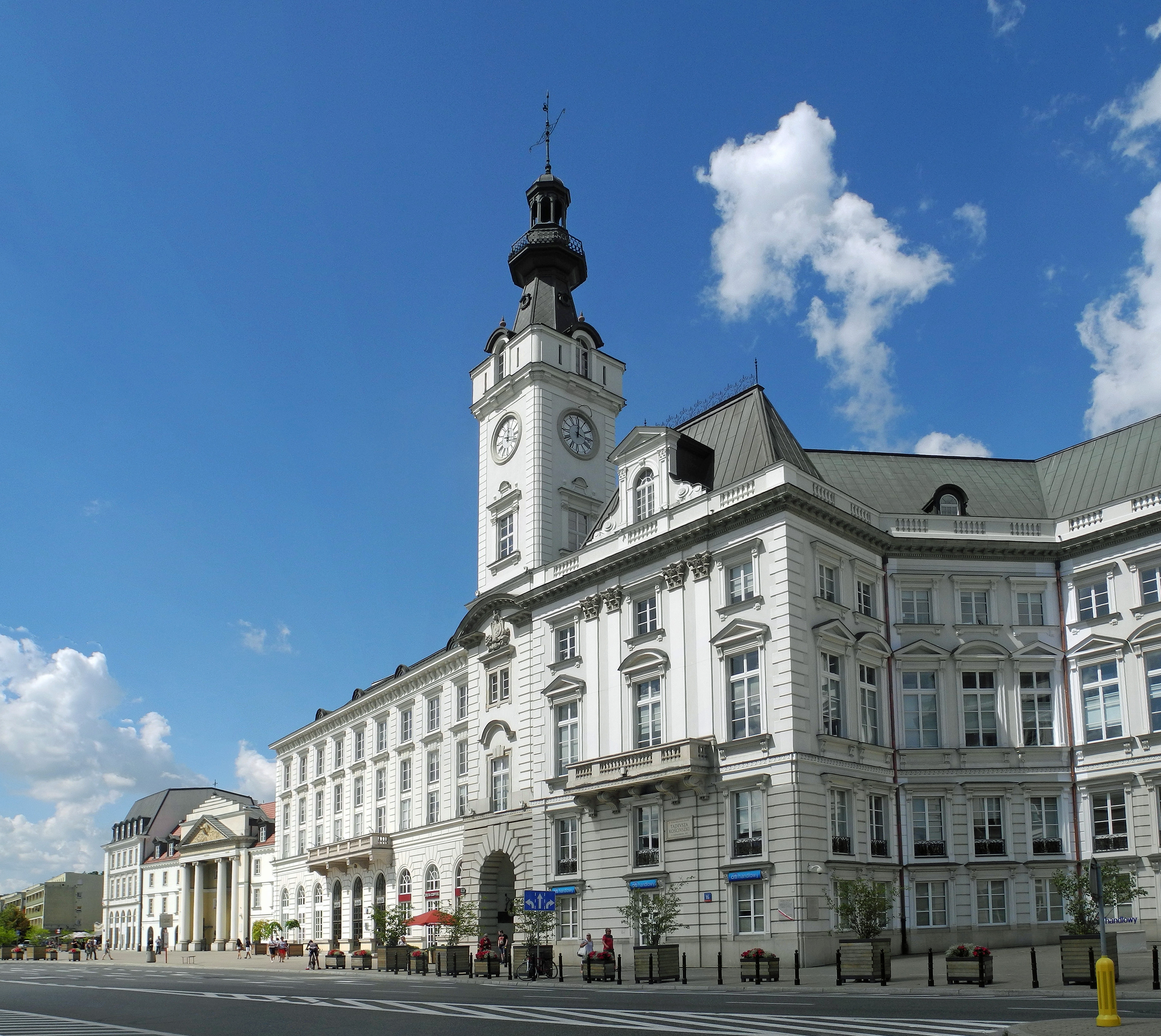
Centrala Citi Handlowy Bank Handlowy w Warszawie S.A. w Pałacu Jabłonowskich w Warszawie

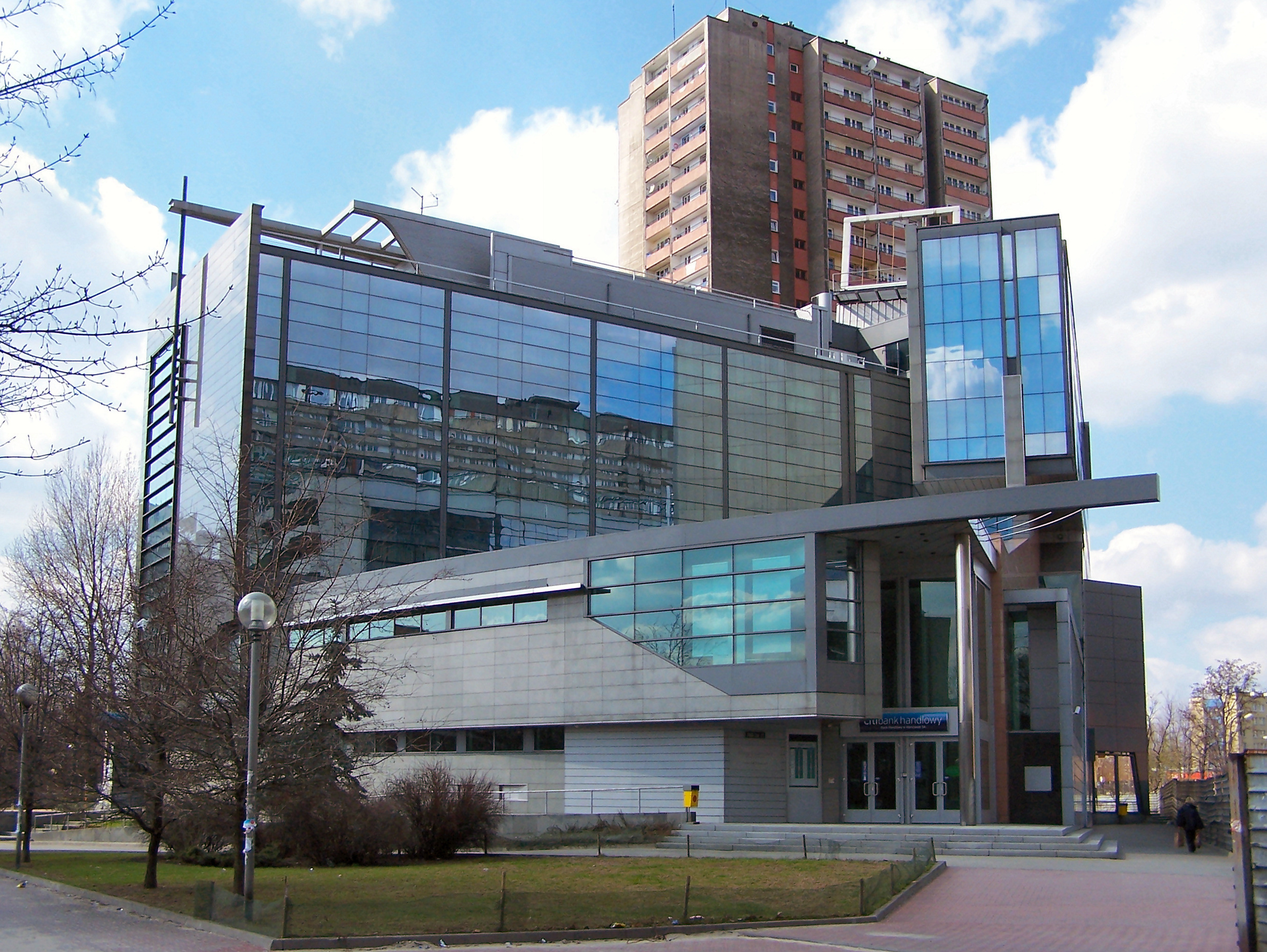
Siedziba banku w Katowicach projektu Andrzeja Kapuścika (2006)

W 1997 rozpoczęto proces prywatyzacji banku. Wówczas rząd nie wybrał dla banku strategicznego akcjonariusza. Bank Handlowy planował połączenie z BRE Bankiem, jednak do tej fuzji nie doszło, została ona zablokowana przez PZU, więc rozpoczęto prywatyzację według koncepcji akcjonariatu rozproszonego. Trwała ona do 2000 roku, kiedy nastąpił zakup banku przez globalną grupę kapitałową Citigroup. Odbył się on w dwóch wezwaniach znaczącej większości akcji Banku oraz zgoda Komisji Nadzoru Bankowego na przekroczenie przez podmioty wchodzące w skład Citigroup 75% kapitału akcyjnego Banku.
W 2001 miała miejsce fuzja Banku Handlowego w Warszawie S.A. oraz Citibank (Poland) SA. Oznaczała też ona likwidację detalicznej marki Handlobank, a dwa lata później wprowadzono markę handlową Citibank Handlowy. W 2007 roku nastąpiła kolejna zmiana marki handlowej, na Citi Handlowy.
Po połączeniu z Citibank (Poland) bank przeniósł siedzibę centrali do Pałacu Jabłonowskich w Warszawie, odbudowanej przez amerykański bank wspólnie z Bankiem Rozwoju Eksportu (dziś mBank).
W 2025 bank ogłosił zawarcie wstępnej umowy sprzedaży bankowości detalicznej na rzecz VeloBanku.

## Akcjonariat
Od czerwca 1997 Bank Handlowy jest spółką notowaną na warszawskiej Giełdzie Papierów Wartościowych, od kwietnia 2011 do marca 2014 wchodził w skład WIG20. Aktualnie największym akcjonariuszem jest Citibank Overseas Investment Corporation (COIC) (od 14 sierpnia 2007 75% akcji oraz 75% głosów na WZA), pozostałe 25% akcji znajduje się w rękach akcjonariuszy posiadających mniej niż 5% akcji.
15 listopada 2023 roku 75% akcji COIC zostało przejęte przez Citibank Europe PLC. Zostało to wykonane, aby wykonać ustawowy obowiązek posiadania przez banki krajowe, należące do grupy z państwa trzeciego, tj. spoza Unii Europejskiej pośredniej unijnej jednostki dominującej z siedzibą na terenie Unii Europejskiej. Obecnie to Citibank Europe PLC posiada 75% akcji oraz głosów na WZA.

## Władze banku

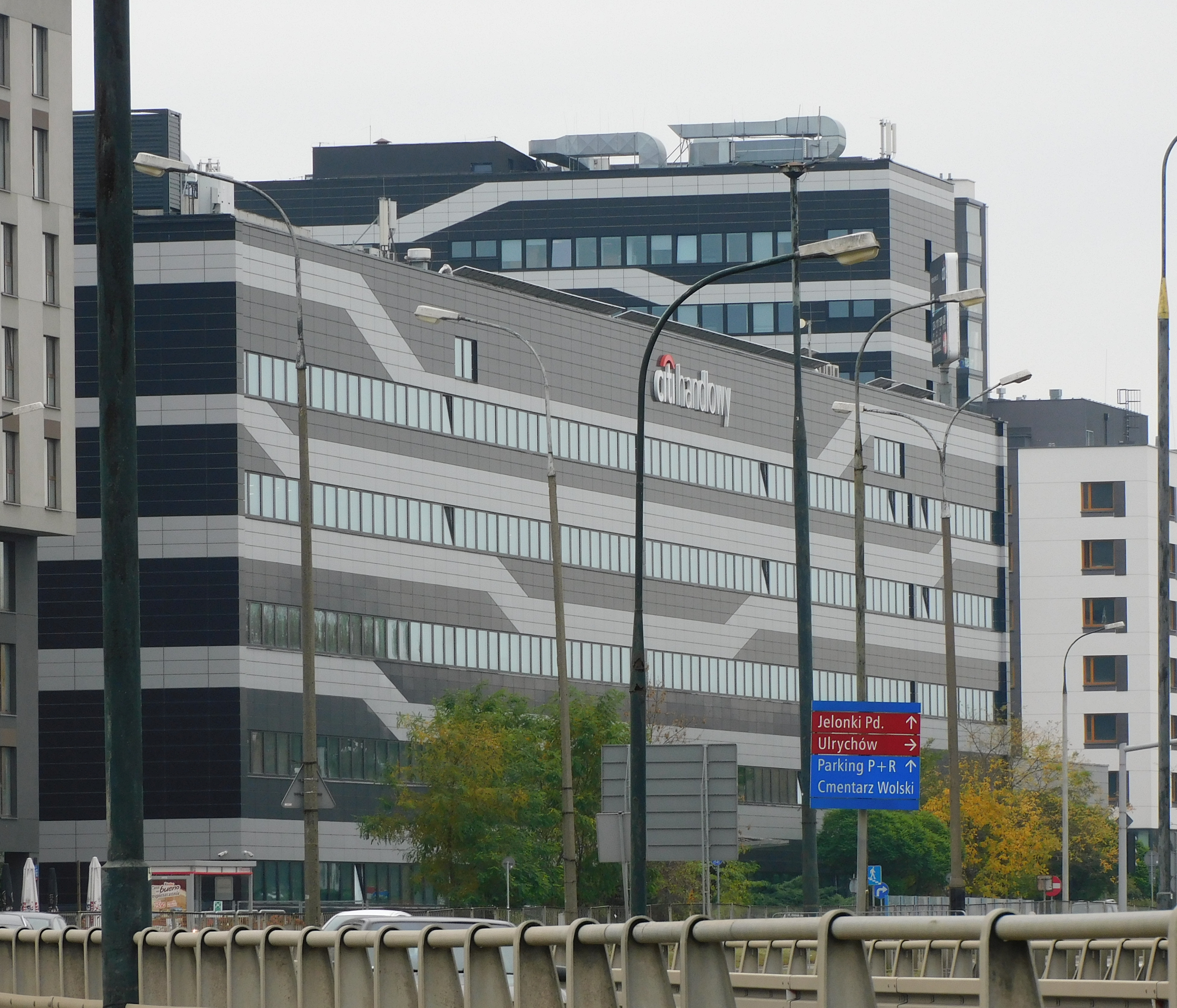
Jeden z budynków centrali banku przy ul. Goleszowskiej 6 w Warszawie (2021)

### Prezesi Zarządu
- Henryk Kisiel (pierwszy powojenny prezes zarządu, wcześniej bezpośrednią działalnością operacyjną kierowali dyrektorzy)
- Roman Malesa
- Marian Minkiewicz
- Stanisław Kobak
- Kazimierz Głażewski
- Tadeusz Barłowski
- 1991–2003 Cezary Stypułkowski
- 2003–2021 Sławomir S. Sikora
- od 2021 Elżbieta Światopełk-Czetwertyńska[23]

### Przewodniczący Rady Nadzorczej
- 1870–1871 – Józef Zamoyski
- 1872–1878 – Leopold Stanisław Kronenberg
- 1878–1880 – Juliusz Wertheim
- 1881–1887 – Stanisław Leopold Kronenberg
- 1888–1926 – Leopold Julian Kronenberg
- 1927–1931 – Stanisław Sebastian Lubomirski
- 1932–1939 – August Zaleski
- 1939–1944 – Józef Żychliński
- 1945–1946 – Stanisław Wachowiak
- 1947–1948 – Jerzy Jurkiewicz
- 1949–1951 – Zygmunt Karpiński
- 1951–1956 – Jakub Prawin
- 1956–1966 – Michał Rola-Żymierski
- 1967–1968 – Stanisław Majewski
- 1968–1973 – Henryk Kisiel
- 1974–1977 – Witold Bień
- 1978–1980 – Marian Krzak
- 1981–1986 – Witold Bień
- 1986–1988 – Andrzej Dorosz
- 1989–1990 – Janusz Sawicki
- 1991–1996 – Andrzej Olechowski
- 1996–1998 – Grzegorz Wójtowicz
- 1998–2000 – Andrzej Olechowski
- 2000–2012 – Stanisław Sołtysiński
- 2012–2021– Andrzej Olechowski
- od 2021 – Sławomir S. Sikora[24]

## Siedziby centrali banku
Pierwszą siedzibą banku był Pałac Mostowskich w Warszawie, gdzie wynajmowano mu pomieszczenia, w 1871 bank przeniósł się na ulicę Długą hip. 542, a następnie na ul. Mazowiecką. W 1874 oddano do użytku własny budynek banku projektu Leandro Marconiego na rogu współczesnych ulic Traugutta i Czackiego (wówczas Berga i Włodzimierzowskiej), w którym do dziś znajduje się jeden z jego oddziałów.
W latach 1945–1949 rolę tymczasowej siedziby pełnił gmach łódzkiego oddziału przy ul. Piotrkowskiej 74. W 1950 centrala powróciła do odbudowanego gmachu przy ul. Traugutta 7/9 w Warszawie. W 1979 przeniesiono ją do wieżowca Intraco II (dziś Chałubińskiego 8) przy ul. Chałubińskiego 8, gdzie mieściła się do 2005.
Główna siedziba banku znajduje się obecnie w Pałacu Jabłonowskich przy ul. Senatorskiej 16, ale jednostki organizacyjne centrali banku zlokalizowane są także w kilku lokalizacjach w Warszawie i Olsztynie.